# Nate Lawrie
Nathan Earl "Nate" Lawrie (17 de octubre de 1981) es un jugador profesional de fútbol americano que juega en la posición de tight end para Sacramento Mountain Lions en la United Football League. Él fue seleccionado por Tampa Bay Buccaneers en la sexta ronda del Draft de la NFL en 2004. Jugó de colegial en Yale University.
También participó con Philadelphia Eagles, New Orleans Saints, Cincinnati Bengals y Baltimore Ravens en la NFL y California Redwoods en la UFL.